# Salvatore Pennacchio
Salvatore Pennacchio (né le 7 septembre 1952 à Marano di Napoli en Italie) est un prélat catholique et nonce apostolique pour le Saint-Siège, président de l'Académie pontificale ecclésiastique depuis janvier 2023. 

## Biographie
Il est ordonné prêtre le 18 septembre 1976 pour le diocèse d'Aversa. Il rejoint l'Académie pontificale ecclésiastique et rentre au service diplomatique du Saint-Siège. Le 28 novembre 1998, il est nommé comme nonce apostolique au Rwanda, et archevêque titulaire de Montemarano (it). Il est ordonné évêque le 6 janvier 1999 par Jean-Paul II, avec Giovanni Battista Re et Francesco Monterisi comme co-consécrateurs.
Le 20 septembre 2003, il est nommé comme nonce apostolique en Thaïlande (en), à Singapour (en) et au Cambodge (en), ainsi que comme délégué apostolique au Birmanie (en), au Laos (en), en Malaisie (en) et à Brunei (en).
Le 8 mai 2010, Benoît XVI le nomme nonce apostolique en Inde (en), et le 13 novembre 2010 au Népal (en). Le 6 août 2016, François le nomme comme nonce apostolique en Pologne
Le 25 janvier 2023, François le nomme comme président de l'Académie pontificale ecclésiastique.

## Succession apostolique
Salvatore Pennacchio a ordonné les évêques suivants :
- Cardinal Cornelius Sim (2005)
- Évêque Felix Lian Khen Thang (de) (2006)
- Évêque Raymond Sumlut Gam (de) (2006)
- Évêque Julius Dusin Gitom (en) (2007)
- Évêque Justin Saw Min Thide (de) (2007)
- Évêque Joseph Hii Teck Kwong (en) (2008)
- Archevêque Basilio Athai (de) (2008)
- Évêque Stephen Tjephe (de) (2009)
- Évêque James Thoppil (de) (2011)
- Évêque Peter Parapullil (de) (2013)
- Évêque Pius Thomas D'Souza (en) (2013)
- Évêque Jaya Rao Polimera (de) (2013)
- Évêque Niranjan Sual Singh (de) (2013)
- Évêque Paul Mattekatt (de) (2013)
- Évêque Simon Kaipuram (de), C.M. (2014)
- Évêque Peter Abir Antonisamy (en) (2014)
- Évêque Alex Joseph Vadakumthala (de) (2014)
- Évêque Francis Serrao (de), S.I. (2014)
- Évêque Paul Simick (de) (2014)
- Évêque Ignatius D'Souza (en) (2014)
- Évêque Ivan Pereira (en) (2015)
- Évêque Eugene Joseph (de) (2015)
- Évêque Ambrose Rebello (de) (2015)
- Évêque Basil Bhuriya (de), S.V.D. (2015)
- Évêque Joseph Raja Rao (en), S.M.M. (2016)
- Évêque Thomas Paulsamy (de) (2016)
- Évêque Aplinar Senapati (de), C.M. (2016)
- Évêque Bhagyaiah Chinnabathini (de) (2016)
- Évêque Adrian Put (en) (2022)
- Évêque Sławomir Oder (2023)
- Évêque Dennis Kuruppassery (de) (2024)